# Cheilotrichia tumidistyla
Cheilotrichia tumidistyla är en tvåvingeart som beskrevs av Alexander 1970. Cheilotrichia tumidistyla ingår i släktet Cheilotrichia och familjen småharkrankar. Inga underarter finns listade i Catalogue of Life.